# Breviparopus
Breviparopus taghbaloutensis es el nombre dado a un icnotaxón de dinosaurio, que producido por un género desconocido de saurópodo. Siendo un icnotaxón, está representado por una larga serie de pisadas fósiles o icnitas que abarcan 90 metros, halladas en la primavera de 1979 en los montes Atlas del actual Marruecos. En su época, esta área hubiera sido parte del supercontinente Gondwana que se estaba separando. Se especula que el animal que realizó las pisadas de Breviparopus eras uno de los mayores dinosaurios, aunque su tamaño exacto ha sido sujeto de mucho debate.

## Material fósil y edad
La longitud combinada de las impresiones de las manos y pies miden 115 centímetros y era de 90 centímetros de ancho. Estas comúnmente han sido datadas en el periodo Jurásico (hace aproximadamente 160–175 millones de años), aunque es más probable que sean del Cretácico Inferior, hace unos 130-120 millones de años. Estas fueron descritas por primera vez por Jean-Michel Dutuit y Achmed Ouazzou en 1980.

## Tamaño del animal
La talla, peso e incluso la afinidad filogenética del animal que realizó las huellas de Breviparopus son desconocidos, pero se ha generado una considerable serie de hipótesis sobre dicho animal. Estimaciones de longitud tan grandes como 48 metros han aparecido en libros populares como el Guinness World Records, aunque estas se han basado en la idea errónea de que la longitud de 115 centímetros se basaba en una huella individual, y no en la longitud combinada del pie y la mano.
De hecho, los realizadores de las huellas de Breviparopus eran probablemente más pequeños que eso. Las huellas en sí tienen 90 centímetros de ancho y una longitud similar. Los pies eran probablemente más grandes que la anchura de 90 cm dado que los bordes de las huellas están colapsados. Esto daría como resultado un dinosaurio de aproximadamente 34 a 37 metros de largo, asumiendo que tuviera proporciones similares a las de Giraffatitan. Se ha demostrado que eran incorrectas las primeras estimaciones de que las impresiones de huellas eran de solo 50 centímetros de ancho, un tamaño no mucho mayor que el de los pies de Diplodocus. En 2020 Molina-Pérez y Larramendi sugirieron que la estrechez del rastro de huellas, la posición de las garras y la edad indican en conjunto que fueron hechas por un diplodócido enorme, y estimaron su tamaño en 33.5 metros de largo y 62 toneladas de peso.

## Taxonomía
Tradicionalmente, se ha considerado a Breviparopus como un braquiosáurido, lo cual parece corresponderse con el hecho de que "Brachiosaurus" nougaredi, un braquiosáurido conocido a partir de un hueso sacro colosal, fue descubierto no muy lejos de Marruecos, en depósitos del Cretácico Inferior en Wargla, Argelia. Dado que no se han identificado como tal huesos de Breviparopus, es difícil decir con certeza si las huellas fueron hechas por un diplodócido, un titanosaurio o un braquiosáurido. Todo lo que se puede decir con seguridad, de acuerdo con Michel Monbaron y colaboradores, es que Breviparopus es muy diferente de las huellas producidas por Atlasaurus. Por otro lado, la presencia de una impresión de garra del pulgar pequeña y dirigida en sentido medial hace probable que el animal fuera un braquiosáurido, dado que tenían pequeñas garras en los pulgares a nivel del suelo (en contraste con los diplodócidos y camarasáuridos, cuyos metacarpos del pulgar eran cortos y mantenían sus garras por sobre el suelo), y la postura estrecha también encaja con la forma corporal de estos dinosaurios - en el Cretácico Inferior, los saurópodos dominantes eran titanosaurios de cuerpo ancho, y los braquiosáuridos con su cuerpo alto tenían patas menos espaciadas entre sí - por lo cual la estrechez de las pisadas de Breviparopus favorece el diagnóstico de que era un braquiosáurido (esto parece ser corroborado por el sacro de Brachiosaurus nougaredi, el cual es inusualmente estrecho para su longitud, incluso para los estándares de los braquiosáuridos). También vale la pena señalar que el registro de fósiles óseos del Jurásico Medio, de acuerdo con C.A. Meyer es mucho más incompleto y fragmentado que el registro de pisadas fósiles de dinosaurios.